# Edwin Ouon
Edwin Ouon (Aubervilliers, 26 gennaio 1981) è un ex calciatore francese naturalizzato ruandese, di ruolo difensore.

## Palmarès

### Club

#### Competizioni nazionali
- Campionato cipriota: 1

AEL Limassol: 2011-2012
- Supercoppa di Cipro: 1

Ermis Aradippou: 2014